# 玉田圭司
玉田圭司（1980年4月11日—），已退役日本足球运动员，前日本国家足球队成员。司职前锋。

## 早期生涯
1980年4月11日，玉田圭司出生于日本千叶县浦安市。
1985年，还在幼儿园的玉田圭司在哥哥的影响下加入入船少年SC足球俱乐部接受足球培训。升入初中后，玉田圭司入选入船中校队。在习志野市立习志野高中就读时，玉田圭司曾经连续三年（1996、1997、1998）代表校队参加国民体育大会。

## 俱乐部生涯
1999年，高中毕业之后的玉田圭司加盟日职联赛球队柏雷素尔。3月13日，他在和福冈黄蜂的比赛中首次登场。当年就随队获得了日本联赛杯的冠军。
2005年柏雷素尔降级，玉田圭司转会加盟了另一支日职联赛球队名古屋鲸鱼 ，2008年帮助鲸鱼历史上首次打进亚冠联赛，随后他跟随名古屋鲸鱼取得2010年日本职业足球联赛冠军和2011年日本超级杯冠军。
2009年4月7日，在亚冠联赛小组赛中，玉田圭司队在下半场65分钟打入1球，帮助名古屋鲸鱼在主场1-1逼平了纽卡斯尔喷气机。6月24日，在亚冠联赛1/8决赛东亚区的比赛的第66分钟，玉田圭司在右路接球后晃过一名后卫起脚打入1球，帮助名古屋鲸鱼足球俱乐部主场2-1战胜水原三星。
2012年4月3日，在2012亚冠小组赛G组第三轮的比赛中，玉田圭司在比赛的第48分钟停球左脚直接凌空抽射得分，帮助名古屋鲸鱼3-0战胜天津泰达。
玉田圭司在2015年1月从名古屋鲸鱼自由转会加盟大阪樱花 。玉田圭司在2016年賽季跟随大阪樱花拿到了日职联赛的升级资格，不过他随后离开了球队。
2016年賽季在日职联赛降级的名古屋鲸鱼宣布，玉田圭司将会重返球队。
2018年賽季通过升级附加赛成功升入日职联赛的名古屋鲸鱼官方宣布，球队与玉田圭司续约。
2019年1月，玉田圭司转会至长崎成功丸。2020年10月10日，在日乙联赛第25轮的比赛中，补上场仅仅9分钟玉田圭司便打进一球扳平了比分，最终帮助长崎成功丸4-3战胜山口雷法。
日乙球队长崎成功丸宣布，玉田圭司将在本赛季结束后退役。

## 国家队生涯
2004年年初，在日职联赛中效力4年之后玉田圭司终于入选了日本国家足球队。当年3月31日，玉田圭司在日本与新加坡的世界杯预选赛中出场，上演了自己在国家队的处子秀。2004年亚洲杯期间玉田圭司在半决赛和决赛中打进三球，其中决赛3比1击败中国的第三个进球正是由他打进。
2006年世界杯玉田圭司成为球队主力前锋，在小组赛与巴西的比赛中他的进球曾帮助日本队1比0领先(最终1比4失利) 。本次世界杯预选赛中，他在日本队的全部12场比赛中都曾出场打进两球。

## 外部連結
- 玉田圭司 – FIFA國際賽競賽紀錄 (存檔) （英文）
- 日本職業足球聯賽中的玉田圭司 （日語）
- レプロエンタテインメントによるプロフィール
- Keiji Tamada的Instagram帳戶
- Soccerway資料庫：玉田圭司